# Woldemar Nelsson
Woldemar Nelsson (* 4. April 1938 in Klinzy, Zentralrussland; † 7. November 2006 in München) war ein russischer Dirigent, der ab 1976 in Westdeutschland und zahlreichen weiteren Ländern tätig war.

## Leben und Werk
Woldemar Nelsson entstammt einer jüdischen Musikerfamilie, sein Vater war Dirigent und Komponist. Die Familie lebte vor dem Krieg in Kiew, danach in Orjol. Zunächst als Geiger ausgebildet, musizierte Nelsson 15 Jahre im Sinfonieorchester von Nowosibirsk. Später absolvierte Nelsson ein Dirigentenstudium an der Musikhochschule in Nowosibirsk sowie an den Meisterschulen in Moskau und Leningrad.
Nachdem er 1971 nach Abschluss seines Dirigentenexamens den 2. Preis im 3. Moskauer Allunions-Wettbewerb gewonnen hatte, verpflichtete ihn Chefdirigent Kirill Kondraschin für drei Jahre als Assistent und Dirigent der Moskauer Philharmonie. Ab jetzt arbeitete Nelsson mit zahlreichen großen Sowjetorchestern und Musikern wie David Oistrach, Mstislaw Rostropowitsch, Leonid Kogan, Gidon Kremer, Natalia Gutman, Elisso Wirsaladse und Oleg Kagan, mit Komponisten Arvo Pärt und Alfred Schnittke zusammen.
1976 entschloss sich Nelsson, mit seiner Familie in den Westen auszureisen. In Rom erreichte ihn die Einladung, kurzfristig eine Tournee des Hamburger NDR-Sinfonieorchesters zu übernehmen. Nach dem Erfolg dieser Tournee setzte Nelsson sein Wirken in Deutschland fort und fand hier seine zweite Heimat.
Er musizierte mit Pianisten wie Annie Fischer, Krystian Zimerman, Andrej Hoteev und Nelson Freire, mit Streichersolisten wie Nathan Milstein, Henryk Szeryng, Pinchas Zukerman, Salvatore Accardo und Yuri Baschmet. In teils enger Freundschaft arbeitete er mit Komponisten wie Krzysztof Penderecki oder Hans Werner Henze sowie mit Regisseuren wie Wolfgang Wagner, Harry Kupfer, Götz Friedrich oder Pier Luigi Pizzi zusammen.
1980 holte ihn Wolfgang Wagner nach Bayreuth zu den Richard-Wagner-Festspielen. Bis zum Jahr 1985 dirigierte Nelsson in Bayreuth die Opern Lohengrin und Der fliegende Holländer. Beide Produktionen wurden für Rundfunk, Fernsehen, Video und CD aufgezeichnet.
Von 1980 bis 1987 war Nelsson Generalmusikdirektor am Staatstheater Kassel, wo er neben einem umfangreichen Repertoire den kompletten Ring des Nibelungen einstudierte.
1986 holte ihn Herbert von Karajan zu den Salzburger Festspielen, wo Nelsson die Uraufführung von Krzysztof Pendereckis Oper Die schwarze Maske leitete. Nelsson dirigierte auch die Erstaufführung des Werkes an der Wiener Staatsoper.
Parallel dazu arbeitete er als ständiger Gastdirigent am Württembergischen Staatstheater Stuttgart, wo er im März 1979 die Uraufführung von Hans Werner Henzes Ballett Orpheus mit anschließenden Gastspielen in den USA, darunter in der New Yorker Metropolitan Opera, leitete.
Von 1987 bis 1994 wirkte Nelsson als Generalmusikdirektor an der Opera Forum in den Niederlanden und als Chefdirigent der Königlichen Oper Kopenhagen.
1996 wurde Nelsson zum Chefdirigenten des Teatro Verdi in Triest berufen und studierte hier u. a. Verdis Don Carlos und Wagners Rheingold ein. Das von ihm geleitete Galakonzert zur Wiedereröffnung des Teatro Verdi wurde von der RAI in Rundfunk und Fernsehen live übertragen.
Seit 2000 lebte Nelsson wegen seiner schweren Krankheit vorwiegend in Italien, wo er von 2004 bis 2006 als erster Gastdirigent des Orchestra Filarmonica Marchigiana wirkte.
Er war Mitbegründer des Internationalen Oleg Kagan Musikfests in Wildbad Kreuth, wo er am Anfang als künstlerischer Leiter (zusammen mit Natalia Gutman) tätig war, und wo er auch sein letztes Konzert mit der 14. Sinfonie von Schostakowitsch im Juli 2006 dirigierte.

## Oper und Konzerte
Nelsson konzertierte mit über 100 Sinfonieorchestern in der ganzen Welt. Er dirigierte unter anderem die Berliner, die Wiener und die Münchner Philharmoniker, das London Symphony und Philharmonic Orchestra, die Rotterdamer Philharmoniker, das City of Birmingham Symphony Orchestra, sowie die Radio-Sinfonie-Orchester in Berlin, Stuttgart und Köln. Er arbeitete mit der Tschechischen Philharmonie und den Prager Symphonikern, dem Symphonieorchester des Schwedischen und des Finnischen Rundfunks, den Philharmonikern aus Stockholm und Helsinki, dem Orchestre de Paris, den Bamberger und den Wiener Symphonikern, dem Orchestre symphonique de Montréal und dem Orchestre de la Suisse Romande, den Symphonieorchestern der italienischen RAI in Turin, Mailand, Rom und Neapel, mit dem Santa-Cecilia-Orchester Rom, New Japan Philharmonic Tokyo, mit dem Orchester der Jeunesses Musicales mit anschließender Tournee durch Korea und Südostasien, und mit vielen weiteren Orchestern.
Zu den Opernhäusern, an welchen Nelsson gastierte, zählen neben der Staatsoper Wien unter anderem die Hamburgische Staatsoper, Opéra de Lyon, Welsh National Opera, Teatro Comunale di Firenze, Teatro Liceu in Barcelona, Opéra-Comique und Théâtre du Châtelet in Paris, Opéra national du Rhin in Strasbourg, Grand Théâtre de Genève, sowie verschiedene Opernhäuser in New York, Philadelphia, Washington, Toulouse, Mannheim, Bonn usw. Nelsson trat als Gast bei vielen Musikfestivals in den USA, Italien, Deutschland, Österreich, der Schweiz usw. auf.

## Auszeichnungen
- 1980: Max-Reger-Medaille

## Würdigung
“I remember Woldemar not only as a genuine and wonderful musician. To me he always was a real and warmhearted friend whose advice (in music and in life) often helped us to find the right solution. Woldemar and Music – as well as Woldemar and Gala – remain partnerships we still can hold onto searching for love and ideals.”